# Boros Dénes
Boros Dénes (Budapest, 1988. április 30.–) magyar sakkozó, nemzetközi nagymester.
Boros Lajos zenei szerkesztő, műsorvezető, énekes fia. Testvére Boros Dániel, sakkmester.

## Pályafutása
Hatéves kora óta sakkozik. Első egyesülete a Barcza-BEAC SC, nevelőedzője Jakobetz László FIDE-mester volt. A Maróczy Géza Központi Sakkiskola, majd később a Saint Louisban folytatott egyetemi tanulmányai alatt a Webster University keretében működő Polgár Zsuzsa sakkiskola versenyzője.
Tagja volt az U16 korosztályos sakkolimpián 2003-ban 1. helyezést, 2004-ben 2. helyezést elért magyar válogatottnak. Mindkét alkalommal a mezőnyben egyéni eredménye a 2. legjobb volt.
2002-ben, 2003-ban és 2006-ban tagja volt az U18 korosztályos Európa-bajnokságon szereplő magyar válogatottnak. 2006-ban a csapat 2. helyezést ért el, egyéni eredménye a mezőnyben a legjobb volt.
2004-ben lett nemzetközi mester, 2009-ben szerezte meg a nemzetközi nagymesteri fokozatot. A nagymesteri normát a 2006-os First Saturday (FS09) GM versenyen, a 2007-es Balatonlelle Fest GM versenyen, és a 2009-es FS09 GM versenyen teljesítette.
A 2016. augusztusban érvényes Élő-pontértéke a klasszikus sakkjátékban 2441, rapidsakkban 2566, villámsakkban 2486. A magyar ranglistán az aktív játékosok között a 45. helyen áll. Legmagasabb pontértéke a 2010. novemberben elért 2513 volt.

## Kiemelkedő versenyeredményei
- 1. helyezés: FS03 IM-A Budapest (2003)
- 1-2. helyezés:. IM-Turnier Balatonlelle (2003)
- 1. helyezés: IM-Turnier Miskolc (2004)
- 2-3. helyezés FS06 GM Budapest (2005)
- 1-2. helyezés FS10 GM Budapest (2005)

- 1. helyezés: FS09 GM verseny Budapest (2006)
- 1-2. helyezés: Balatonlelle Fest GM (2007)
- 3. helyezés Marianske Lazné (2007)
- 1. helyezés: FS09 GM Budapest (2009)
- 1. helyezés: Savaria Summer Szombathely (2010)[14]
- 3-4. helyezés: Paks Open A (2010)[15]
- 2-3. helyezés Német nemzetközi ifjúsági bajnokság, Rosenheim (2010)[16]
- megosztott 1. helyezés Dallas (2011)[17]
- 3. helyezés First Saturday GM FS06 Budapest (2012)[18]
- 2. helyezés Missouri Quick Championship, Saint Louis (2013)[19]
- 2-3. helyezés: Saint Louis GM Classic (2013)[20]